# 梅爾芬山
70°31′S 65°13′E / 70.517°S 65.217°E
梅爾芬山（英語：Mount Mervyn）是南極洲的山峰，位於麥克羅伯特森地，屬於查爾斯王子山脈中波爾托斯山脈的一部分，處於柯比山以南11公里，以莫森站的氣象觀測員命名。